# Chinese rietzanger
De Chinese rietzanger (Acrocephalus sorghophilus) is een zangvogel uit de familie van Acrocephalidae (rietzangers). De vogel werd in 1863 geldig beschreven door de Britse natuuronderzoeker Robert Swinhoe. Het is een bedreigde, endemische broedvogel in China.

## Kenmerken
Deze rietzanger is 12 tot 13 cm lang. De vogel lijkt sterk op de gewone rietzanger, maar is iets kleiner en de wenkbrauwstreep is minder breed en duidelijk. Verder is de vogel licht okerkleurig op buik en borst.

## Verspreiding en leefgebied
Deze soort komt voor in Noordoost-China. Er zijn bevestigde waarnemingen uit de (stads-)provincies Liaoning, Hebei, Hubei, Jiangsu, Fujian, Beijing en van het eiland Taiwan. Het zijn trekvogels die overwinteren op de Filipijnen. De broedgebieden zijn rietmoerassen, maar ook terrein met struikvormige wilgen. Tijdens de trek worden ze ook waargenomen in graanvelden. In de overwinteringsgebieden verblijven ze in moerassen, rietbedden en graslanden.

## Status
De Chinese rietzanger heeft een bedreigd verspreidingsgebied en daardoor is de kans op uitsterven aanwezig. De grootte van de populatie werd in 2016 door BirdLife International geschat tussen de 250 en 1000 volwassen individuen en de populatie-aantallen nemen af door habitatverlies. Het leefgebied wordt aangetast door het droogleggen van moerassen. Om deze redenen staat deze soort als kritiek op de Rode Lijst van de IUCN.